# Последняя искра жизни
Последняя искра жизни (исп. La chispa de la vida) — фильм режиссёра Алекса де ла Иглесиа 2011 года. Главные роли исполнили Хосе Мота и Сальма Хайек.

## Сюжет
Роберто — талантливый пиарщик и, тем не менее, он никак не может устроиться на работу. Когда он попадает в аварию, то решает, что даже такое трагическое событие можно обернуть с пользой для себя. Роберто раскручивает это событие, продавая сюжеты о событии на телевидение, и раздувает шумиху. Но в погоне за большими деньгами приходится идти на большой риск.

## Выход в прокат
Предварительный показ фильма состоялся 30 ноября 2011 года в Бильбао, а выход в прокат в кинотеатрах Испании — 13 января 2012 года. Международная премьра фильма состоялась на Берлинском международном кинофестивале 2012 года. В апреле 2012 года компания IFC Midnight приобрела права на показ фильма в США и Великобритании.